# Sigmaringen (huyện)
Sigmaringen là một huyện (Landkreis) in the về phía nam của Baden-Württemberg, Đức. Đô thị này có diện tích km², dân số thời điểm 31 tháng 12 năm 2006 là người. Các huyện giáp ranh (từ phía bắc theo chiều kim đồng hồ): Reutlingen, Biberach, Ravensburg, Bodensee, Constance và Zollernalbkreis.
Huyện này tọa lạc ở dãy núi Swabian Alb

## Lịch sử
Năm 1925, Oberamt Sigmaringen và Oberamt Gammertingen đã được nhập vào huyện Sigmaringen. Năm 1973, huyện được mở rộng bằng cách thêm các đô thị từ các huyện lân cận Saulgau, Stockach, Überlingen và Reutlingen.

## Xã và đô thị
| Thị trấn | Xã |
| --- | --- |
| 1. Bad Saulgau 2. Gammertingen 3. Hettingen 4. Mengen 5. Meßkirch 6. Pfullendorf 7. Scheer 8. Sigmaringen 9. Veringenstadt | 1. Beuron 2. Bingen 3. Herbertingen 4. Herdwangen-Schönach 5. Hohentengen 6. Illmensee 7. Inzigkofen 8. Krauchenwies 9. Leibertingen 10. Neufra 11. Ostrach 12. Sauldorf 13. Schwenningen 14. Sigmaringendorf 15. Stetten am kalten Markt 16. Wald |